# Christian Friedrich Michaelis
Christian Friedrich Michaelis, född den 3 september 1770 i Leipzig, död den 1 augusti 1834, var en tysk musikskriftställare.
Michaelis var privatdocent i filosofi vid universitetet i Leipzig. Han utgav Ueber den Geist der Tonkunst mit Rücksicht auf Kants Kritik der ästhetischen Urtheilskraft, 2 delar (Leipzig, 1795 och 1800) med flera avhandlingar, en mängd uppsatser av musikaliskt innehåll i Allgemeine musikalische Zeitung och i Cæcilia med flera tidskrifter et cetera.